# Cordia grandicalyx
Cordia grandicalyx là loài thực vật có hoa trong họ Mồ hôi. Loài này được Oberm. mô tả khoa học đầu tiên năm 1937.